# Oudemansiella mucida
Oudemansiella mucida o Mucidula mucida comúnmente conocida en castellano como mucídula viscosa y en inglés como porcelain fungus (literalmente, «hongo de porcelana»), es una especie de hongo basidiomiceto de la familia Physalacriaceae presente en Europa.
O. mucida se caracteriza por un sombrero blanco y viscoso de aspecto delicado que la asemeja con una pieza de porcelana, lo que le da su nombre común en inglés. Es un hongo xilófago fuertemente relacionado con la madera de haya, donde frutifica en pequeños racimos.

## Taxonomía y etimología
En 1794 fue descrita por Heinrich Adolf Schrader, quien le dio el nombre científico de Agaricus mucidus. Su nombre actual se le dio en 1909, cuando el micólogo austriaco Franz Xaver Rudolf von Höhnel asignó este hongo al género Oudemansiella. Este género fue establecido en 1881 por el micólogo argentino Carlos Luigi Spegazzini, que le dio ese nombre en honor al micólogo neerlandés Corneille Antoine Jean Abraham Oudemans. El epíteto específico mucida deriva del latín mucus, o mucosa, refiriéndose a la capa viscosa que recubre el sombrero.

## Descripción
El cuerpo de fructificación es estipitado y anual (con pie y anillo) y cespitosas a connatas.
El píleo tiene de 3 a 8 centímetros de diámetro y es inicialmente semiesférico, posteriormente convexo y puede llegar a estar totalmente aplanado. Está cubierto totalmente por una cutícula muy viscosa, formada por una capa gelatinosa y resbaladiza. El color es generalmente blanco, aunque puede tomar tonos grisáceos u ocres. El píleo tiene un margen del mismo color, excedente y muy gelatinoso. Las láminas son sinuadas, decurrentes por un delgado filamento, anchas, separadas, con escasas lamélulas y de color blanco, aunque posteriormente también toman un tono ocre. El pie es cilíndrico (de 4 a 9 centímetros de largo) y delgado (de 0.3 a 1 centímetro de grosor), también de color blanco, aunque toma un tono grisáceo u ocre bajo el anillo. La base del pie está ligeramente engrosada en forma de maza y con tonalidades pardas en la base. El anillo es membranoso, colgante, mucilaginoso, blanquecino y con la cara superior estriada.
La carne de O. mucida es escasa y su olor y sabor son poco apreciables, aunque a veces se le atribuye cierto gusto a col.
La esporada de O. mucida es de color blanco y sus esporas, vistas al microscopio, miden de 14-18 x 12-16 μm y son subglobosas, lisas y hialinas.

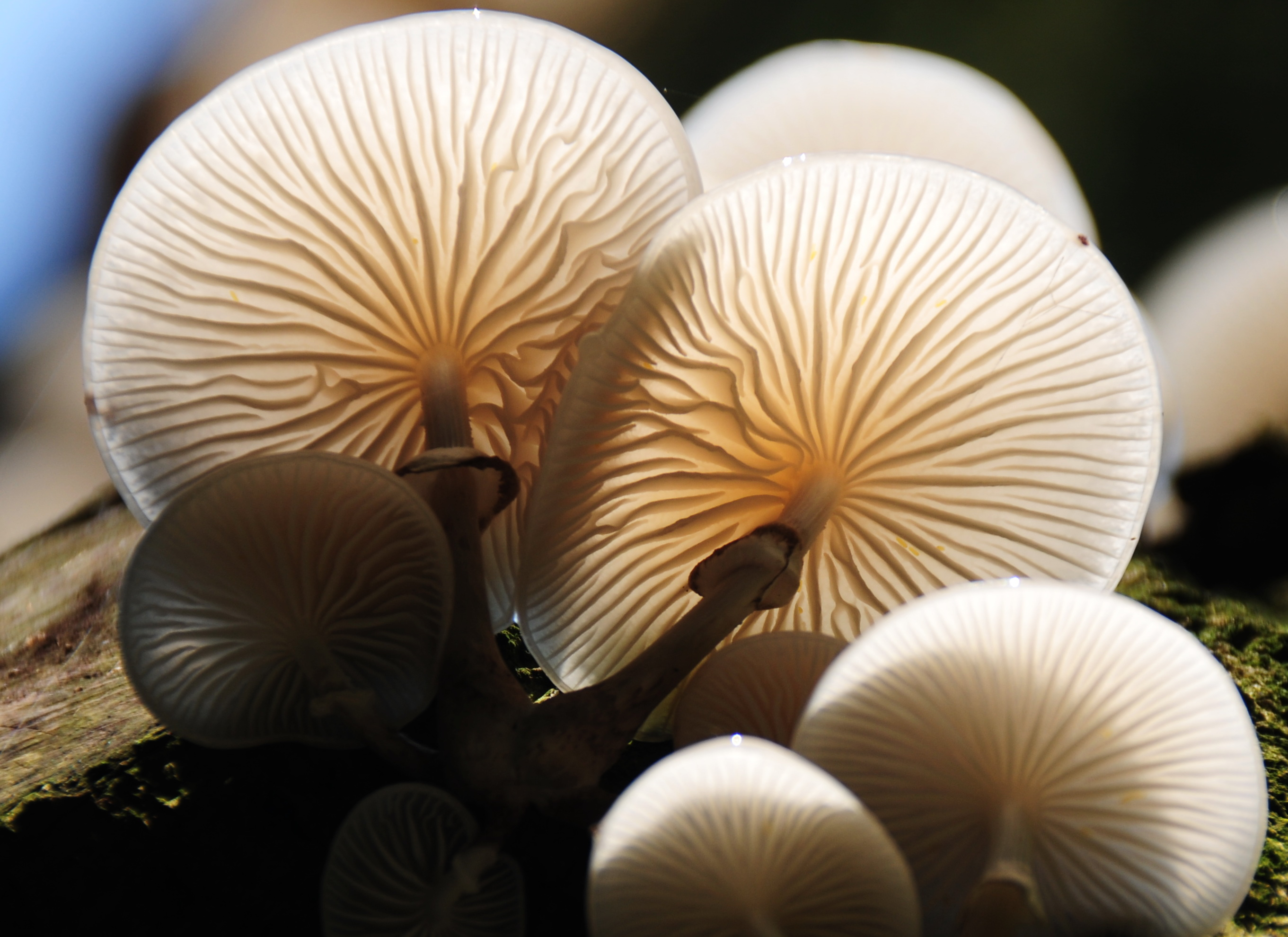
Vista en detalle de láminas, pie y anillo de O. mucida

## Ecología
O. mucida es un hongo endémico de Europa y se relaciona únicamente con la madera de haya común, aunque también se encuentra en especies de caducifolios del género Quercus y, según señala Henri Romagnesi, en troncos de Abedul. Se trata de un hongo saprófito que aparece en ramas o árboles muertos, aunque se considera ligeramente parasítico y puede aparecer en ramas de hayas vivas. Aunque esto no supone un peligro significativo para el árbol, su micelio crea manchas oscuras profundas que devalúan el valor de la madera.
La distribución de O. mucida acompaña a la distribución del haya, siendo más frecuente en el norte y centro de Europa.

## Uso culinario
Oudemansiella mucida es una especie comestible, pero no tiene ningún valor culinario a causa de su viscosidad y la escasez de carne una vez retirada la cutícula.